# Pino Suárez (métro de Mexico)
 (novembre 2024).
Si vous disposez d'ouvrages ou d'articles de référence ou si vous connaissez des sites web de qualité traitant du thème abordé ici, merci de compléter l'article en donnant les références utiles à sa vérifiabilité et en les liant à la section « Notes et références ».
Pino Suárez est une station de correspondance entre les lignes 1 et 2 du métro de Mexico. Elle est située au centre de Mexico, dans la délégation Cuauhtémoc.

## La station
Son nom vient de l'avenue Pino Suárez dans laquelle il se trouve, ainsi nommée en l'honneur de José María Pino Suárez, vice-président du Mexique assassiné avec le président Francisco I. Madero durant la Décade tragique. L'icône de la station représente la pyramide de Ehecatl (dieu du vent) qui fut découverte lors de fouilles pour la construction de la station, et qui marque la limite sud de la grande Tenochtitlan.
Première station de correspondance inaugurée, Pino Suárez a brièvement servi de terminus de la ligne 2 de son ouverture en août 1970 à septembre de la même année, quand elle fut étendue à Tacuba. C'est également l'un des points de correspondance les plus fréquentés.